# South Fork (Kolorado)
South Fork – miasto w Stanach Zjednoczonych, w stanie Kolorado, w hrabstwie Rio Grande.